# Beta Delphini
Rotanev
Désignations
Beta Delphini (β Del / β Delphini, Bêta Delphini) est une étoile binaire de la constellation du Dauphin. C'est aussi l'étoile la plus brillante de la constellation avec une magnitude apparente combinée de 3,63. Son nom traditionnel Rotanev, donné par l'astronome Niccolò Cacciatore en 1814 et officialisé par l'UAI en 2016, est Venator (latinisation de Cacciatore) écrit à l'envers,. En astronomie chinoise, Beta Delphini fait partie du petit astérisme Hugua, représentant des melons.
Beta Delphini possède cinq composantes recensées dans les catalogues d'étoiles doubles et multiples. Beta Delphini A et B constituent une binaire physique ; C, D et E sont des binaires optiques.